# HBO Espanha
HBO Espanha foi um serviço de streaming de vídeo sob demanda por assinatura operado pela HBO Nordic, parte da HBO Europa. O serviço oferecia produções originais do canal de televisão por assinatura norte-americano HBO, além de filmes, séries e documentários de outras propriedades da WarnerMedia e de estúdios internacionais. O HBO Espanha foi substituído pelo HBO Max em 26 de outubro de 2021.

## História
Em maio de 2016, a Vodafone confirmou um acordo com a HBO Espanha que permitiria aos clientes da operadora acessar o serviço de streaming. Em 16 de novembro de 2016, foi lançada a página oficial da HBO Espanha, exibindo todo o seu catálogo, junto com a criação de seu perfil no Twitter. Essa iniciativa permitiu que não clientes da operadora também tivessem acesso à plataforma em dispositivos móveis, tablets e computadores. A partir dessa data, já era possível se registrar no site do serviço. Todos os usuários inscritos tiveram a oportunidade de assistir ao primeiro episódio das séries The Night Of (2016) e Vinyl (2016), ambas produzidas pela HBO. Em 28 de novembro, o serviço foi disponibilizado com um catálogo de filmes, séries e documentários da HBO, além de produções de outros canais.
Em dezembro de 2020, Andy Forssell, responsável global pelo HBO Max, revelou que todos os serviços da HBO na Europa, incluindo a HBO Espanha, seriam substituídos pelo HBO Max na segunda metade de 2021. Em 8 de setembro de 2021, a WarnerMedia anunciou que a HBO Espanha e a HBO Nordic seriam substituídas pelo HBO Max em 26 de outubro de 2021.

## Funcionamento
O serviço funciona mediante assinatura prévia pelo site da HBO España. Após a inscrição, o usuário desfruta de um mês gratuito com acesso a todo o catálogo do serviço. Se o usuário não estiver satisfeito, pode cancelar a assinatura até um dia antes do término do mês gratuito, sem custos. Após o período gratuito, é cobrada uma taxa mensal fixa. Clientes com serviços contratados pela Vodafone TV têm direito entre três meses e dois anos de assinatura gratuita à HBO Espanha, dependendo do pacote contratado com a operadora. A HBO Espanha oferece mais de 100 séries e 500 filmes disponíveis.
Cada usuário registrado pode conectar até cinco dispositivos diferentes, independentemente da plataforma utilizada. Não é possível adicionar mais dispositivos sem antes remover um dos já registrados. Para acessar o conteúdo, é necessário baixar o aplicativo oficial da HBO Espanha em plataformas de distribuição digital de aplicativos móveis.
A qualidade máxima de reprodução permitida pela plataforma é 1080p, em resolução HD. Em 2020, foi adicionada a opção de download de conteúdos para visualização offline, mas ainda não há a possibilidade de criar perfis de usuário, ao contrário de suas concorrentes: Amazon Prime Video, Disney+ e Netflix. Apesar de ser um serviço da HBO, alguns títulos não estão disponíveis devido a questões de direitos autorais. Os episódios anteriores de algumas séries são republicados quando uma nova temporada é lançada.
As estreias das séries da HBO são simultâneas com a plataforma, permitindo assistir ao episódio na versão original legendada (VOSE) ao mesmo tempo que é exibido nos Estados Unidos. Após 14 dias, o episódio estará disponível dublado em espanhol. As estreias de fornecedores como Fox, Sony e Warner Bros ficam disponíveis na plataforma 24 horas após a exibição original. As séries originais são disponibilizadas semanalmente, seguindo o ritmo de transmissão na HBO e podem ser vistas no mesmo momento em que são exibidas na TV. Todos os produtos da HBO Espanha estão disponíveis em espanhol e no idioma original, mas a plataforma ainda não oferece a opção de criar perfis diferentes dentro de uma mesma conta.

### Seções do HBO Espanha:
- HBO: para crianças, jovens e adultos. Oferece uma ampla variedade de gêneros, desde ficção científica até drama. Apresenta séries, filmes e documentários originais da HBO e de outros fornecedores.
- HBO Family: é uma seção dedicada ao público infantil e juvenil, com conteúdo que pode ser apreciado por toda a família.